# Hoàng Phùng Cơ
Hoàng Phùng Cơ (chữ Hán: 黄馮基; ?-1787), còn gọi là quận Thạc (từ chữ Thạc quận công 碩郡公), là tướng thời Lê Mạt trong lịch sử Việt Nam. Ông tham gia phò tá và dự cuộc chiến khôi phục chính quyền Lê-Trịnh cuối thế kỷ 18 nhưng cuối cùng thất bại.

## Theo quận He
Hoàng Phùng Cơ người huyện Bạch Hạc, tỉnh Vĩnh Phúc, Việt Nam.
Phùng Cơ xuất thân làm cướp, theo lực lượng nổi dậy của quận He Nguyễn Hữu Cầu chống triều đình nhà Lê trung hưng thời Cảnh Hưng. Sau khi thủ hạ của Hữu Cầu là Thông bị tử trận, Hoàng Phùng Cơ là tướng đắc lực của quận He.
Tháng 3 năm 1746, Nguyễn Hữu Cầu bị Phạm Đình Trọng đánh bại nhiều lần, thế lực suy yếu, bèn xin đầu hàng. Trịnh Doanh thuận cho, hạ lệnh Hữu Cầu cùng Hoàng Phùng Cơ đều được phép rửa hết tội trước, ban cho chức tước. Nhưng tướng Phạm Đình Trọng có thâm thù kiên quyết ngăn trở việc quận He về hàng. Vì vậy Hữu Cầu và Hoàng Phùng Cơ mang quân chạy trốn.
Năm 1751, Nguyễn Hữu Cầu bị bắt và bị tử hình. Lực lượng nổi dậy của quận He tan tã. Hoàng Phùng Cơ quy hàng triều đình, được chúa Trịnh Doanh dùng làm tướng.

## Cùng quận Việp đánh Phú Xuân
Được Trịnh Doanh tin cậy, Hoàng Phùng Cơ lập nhiều công lao, được phong làm trấn thủ Tuyên Quang, sau đó sang làm trấn thủ Sơn Tây.
Năm 1774, ông theo quận Việp Hoàng Ngũ Phúc đi đánh Thuận Hóa. Quân Trịnh thắng lợi liên tiếp. Hoàng Phùng Cơ cùng Hoàng Đình Thể thường đi đầu, lập được nhiều công trận. Khi quân Trịnh tiến đến gần Phú Xuân, chúa Nguyễn Phúc Thuần bèn sai Tôn Thất Tiệp làm thống binh quân Nguyễn, cùng quản lãnh cai đội Đặng đem quân chống cự. Hoàng Phùng Cơ và Nguyễn Tiến Khoan đi tiên phong đánh bại Tôn Thất Hiệp, cánh quân của cai đội Đặng tự tan vỡ. Quận Việp tiến đến chiếm đóng đồn Bái Đáp.
Thấy các đạo quân liên tiếp thất bại, Nguyễn Phúc Thuần sai Nguyễn Văn Chính điều các cánh quân thủy bộ. Quận Việp bí mật sai Hoàng Đình Thể và Hoàng Nghĩa Phát theo đường núi sang qua ghềnh Trầm và nghềnh Ma. Tướng giữ đồn phía Nguyễn là Tường Quan và Doãn Đức bị thua và tử trận. Hoàng Phùng Cơ và Hoàng Nghĩa Phát bắc cầu phao qua sông, thừa lúc quân Nguyễn không phòng bị, đánh dồn hai mặt kẹp lại. Nguyễn Văn Chính cố sức đánh, bị chết trận, các cánh quân Nguyễn đều tan vỡ.
Ngày Đinh mùi - tức là 28 tháng 12 năm Giáp Thìn, dương lịch là 30 tháng 1 năm 1775, quân Trịnh tiến vào Phú Xuân.

## Chống Tây Sơn ở Cẩm Sa
Nhân lúc quân Nguyễn ở Thuận Hóa bị quân Trịnh đánh bại dồn dập, thủ lĩnh Tây Sơn là Nguyễn Nhạc mang quân hai đường thủy bộ ra đánh Quảng Nam. Nguyễn Phúc Thuần bị đánh kẹp hai mặt, theo đường biển bỏ chạy vào Gia Định. Quân Trịnh và quân Tây Sơn cùng tiến, gặp nhau và đụng độ tại Quảng Nam.
Ngày 9 tháng 3 năm 1775, Hoàng Ngũ Phúc đánh phá đồn Trung Sơn mới về tay quân Tây Sơn và chiếm được đồn này. Ngày 22 tháng 3, quân Trịnh tiến đến đóng đồn ở Cẩm Lệ. Nguyễn Nhạc và Tập Đình mang quân lội qua suối Trà Khê, xông vào hỗn chiến với quân Trịnh. Quân Trịnh chưa kịp bày súng nạp đạn, phải mang gươm giáo ra giao chiến. Hoàng Ngũ Phúc sai Hoàng Đình Thể, Hoàng Phùng Cơ cùng hơn 10 tướng thúc voi vào trận, khí thế rất hăng. Nguyễn Nhạc và Tập Đình không chống nổi, phải men theo khe rút chạy.
Ngày 24 tháng 3, tướng Trịnh là Hoàng Đình Thể tiến đến Cẩm Sa. Nguyễn Nhạc cùng Tập Đình và Lý Tài chia làm 5 đường đón đánh. Ban đầu, quân Tây Sơn chiếm ưu thế, giết được Vũ Quế bá bên quân Trịnh. Giữa lúc cam go, Hoàng Phùng Cơ cùng Hoàng Đình Thể đem kỵ binh nhanh nhẹn vào phá trận. Hoàng Ngũ Phúc nhân thấy quân Tập Đình yếu thế bèn lùa quân ồ ạt tiến đánh. Quân Tây Sơn bị voi giày hoặc bị giết khá nhiều, tan vỡ bỏ chạy.
Quân Trịnh thắng trận, Nguyễn Nhạc phải rút lui về Quy Nhơn, sau đó xin hàng Trịnh, nhận làm tiền khu đi đánh chúa Nguyễn.
Giữa năm đó, do quân Trịnh bị dịch bệnh, ông cùng quận Việp rút khỏi Quảng Nam; sau đó dời khỏi Thuận Hóa trở về Thăng Long. Quận Việp qua đời vì bệnh, còn Hoàng Phùng Cơ được gia phong làm Tư không, Thạc quận công, tiếp tục trấn thủ Sơn Tây. Từ đó mọi người thường gọi ông là quận Thạc.

## Chống Tây Sơn ở Thăng Long
Năm 1786, sau khi đánh bại chúa Nguyễn, Tây Sơn tổ chức tấn công ra Thuận Hóa. Bắc Hà nhiều năm quen nghỉ ngơi không quen chiến tranh, tướng Phạm Ngô Cầu giữ Phú Xuân là chểnh mảng việc phòng ngự nên thành Phú Xuân nhanh chóng bị tướng Tây Sơn là Nguyễn Huệ đánh chiếm.
Nguyễn Huệ nghe theo hàng tướng Bắc Hà là Nguyễn Hữu Chỉnh, bèn mang quân vượt sông Gianh đánh ra bắc. Các tướng Trịnh lơ là, tinh thần chiến đấu bạc nhược nên nhanh chóng bị bại trận và mất Thanh Hóa, Nghệ An và Sơn Nam. Quân Tây Sơn rầm rộ tiến ra Thăng Long.
Nghe theo lời Nguyễn Lệ, Trịnh Khải triệu Hoàng Phùng Cơ ở Sơn Tây về, sai làm tiền bộ. Lúc đó Phùng Cơ chỉ có 500 quân, cùng 8 người con dẫn quân lính bản bộ đến. Trịnh Khải giúp cho Hoàng Phùng Cơ 5000 lạng bạc mộ được hơn 1000 quân lính cũ. Ông dàn quân đóng ở hồ Vạn Xuân cùng chúa Trịnh phòng thủ cho kinh thành.
Sáng ngày 21 tháng 7, quân Tây Sơn tiến đến. Cánh quân Trịnh phòng thủ Thúy Ái nhanh chóng bị tiêu diệt. Quân Tây Sơn tiến tới hồ Vạn Xuân. Toán quân của Hoàng Phùng Cơ không kịp dàn thành hàng ngũ, bỏ chạy tan vỡ tứ tung. Thuộc tướng là Mai Thế Pháp bị quân Tây Sơn vây sát, nhảy xuống sông; chỉ còn một mình Phùng Cơ cùng 8 người con dẫn vài chục thủ hạ cố sức chiến đấu. Thủ hạ và 6 người con đều bị tử trận, Hoàng Phùng Cơ cùng 2 người con cướp lấy đường mà chạy về Sơn Tây.
Quân Trịnh bị quân Tây Sơn đánh bại. Chúa Trịnh Khải tự sát. Nguyễn Huệ tiến vào Thăng Long.

## Tranh giành ở Bắc Hà
Quân Tây Sơn lấy danh nghĩa tôn phò nhà Lê để diệt chúa Trịnh. Sau khi diệt họ Trịnh, quân Tây Sơn rút về nam. Nguyễn Huệ để lại Nguyễn Hữu Chỉnh trấn thủ Nghệ An.
Lê Hiển Tông qua đời, cháu nội là Lê Chiêu Thống lên thay. Các tướng cũ của chúa Trịnh như Đinh Tích Nhưỡng, Dương Trọng Tế mưu lập lại chúa Trịnh, bèn đón Trịnh Bồng về, ép vua Lê phong vương. Chiêu Thống bất đắc dĩ phải nghe theo.
Đinh Tích Nhưỡng lúc đầu trót nói với Lê Chiêu Thống rằng sẽ để quyền hành cho vua Lê định đoạt, nhưng bản ý muốn giữ nếp cũ cho Trịnh Bồng điều hành việc triều chính như các đời chúa Trịnh trước. Đúng lúc đó Hoàng Phùng Cơ hưởng ứng Đinh Tích Nhưỡng, bèn mang quân từ Sơn Tây về Thăng Long. Nhận lời Tích Nhưỡng, ông cùng các quan văn võ vào cung vua Lê tâu xin giao quyền cho chúa Trịnh. Lê Chiêu Thống không bằng lòng, nhưng vì cô thế nên bất đắc dĩ phải đồng ý. Chúa Trịnh Bồng bèn phong ông làm làm Trung quân tả đô đốc chưởng phủ sự, Đinh Tích Nhưỡng làm đông quân hữu đô đốc thự phủ sự.
Lê Chiêu Thống bị mất quyền về tay họ Trịnh như trước rất tức giận, thành ra tranh chấp quyền hành với Trịnh Bồng, tự mình sai các hoàng thân mộ quân bảo vệ hoàng cung. Các quan lại người ngả theo vua Lê, người ngả theo chúa Trịnh.
Tháng 11 năm 1786, Trịnh Bồng theo lời Dương Trọng Tế, bí mật sai Nguyễn Mậu Nễ và Bùi Nhuận đem quân vây cung vua Lê, ra hẹn ai theo vua Lê sẽ giết chết. Hoàng Phùng cơ vốn không ăn cánh với Dương Trọng Tế, và vì có nhà riêng trong kinh thành sợ xảy ra biến sẽ tai tiếng, bèn mang quân bản bộ ngăn trở Mậu Nễ. Mậu Nễ phải rút lui. Lê Chiêu Thống thấy tình hình căng thẳng quá bèn ngầm thân viết thư để triệu Nguyễn Hữu Chỉnh ở Nghệ An ra cứu.
Nguyễn Hữu Chỉnh liên tiếp thắng trận. Các tướng do Trịnh Bồng phái đi đều bị đánh bại. Dương Trọng Tế bỏ chạy lên Kinh Bắc, Đinh Tích Nhưỡng chạy đi Hải Dương lấy cớ mộ quân. Hoàng Phùng Cơ cô thế, thấy Nguyễn Hữu Chỉnh mạnh mẽ liệu không chống nổi, bèn rút về Sơn Tây. Trịnh Bồng bại trận bỏ trốn mất tích.

## Bại trận tự sát
Nguyễn Hữu Chỉnh có công cứu vua Lê, ngày càng cậy quyền. Các tướng theo chúa Trịnh cũ căm ghét Chỉnh, muốn nhân danh giúp vua Lê để trả thù.
Tháng 5 năm 1787, Dương Trọng Tế bại trận bị Chỉnh bắt và bị giết.
Tháng 8 năm 1787, Hoàng Phùng Cơ ở Sơn Tây cũng muốn chống lại Hữu Chỉnh, bèn truyền hịch đi các lộ Quảng Oai, Quốc Oai, nêu rõ danh nghĩa dấy quân để giết Hữu Chỉnh.
Hữu Chỉnh sai tướng là Nguyễn Duật đón đánh ở xã Đại Phùng, còn mình thì quản đốc đại quân đi tiếp chiến. Hoàng Phùng Cơ giao chiến với Nguyễn Duật. Duật thua trận, kéo quân rút lui. Con Phùng Cơ là Hoàng Gia khuyên ông nên nhân đà thắng lợi, ruổi thẳng đến kinh thành; nhưng ông không nghe theo, cho rằng việc bắt Hữu Chỉnh rất dễ dàng.
Nguyễn Duật chạy được nửa đường, ngoái nhìn không thấy quân Phùng Cơ đuổi theo, liền thu quân, dàn thành trận thế quay trở lại đánh. Quân Phùng Cơ đang ăn, không kịp trở tay, đã tan chạy. Hoàng Phùng Cơ cùng con trai trơ trọi trên mình voi, cố sức chiến đấu, bị quân của Duật bao vây khắp bốn mặt. Đúng lúc đó Nguyễn Hữu Chỉnh lại mang quân ập đến, thúc quân Thiết đột bắn tập trung vào Hoàng Phùng Cơ.
Ông bị ngã từ trên bành voi nhào xuống, bị quân Hữu Chỉnh bắt và điệu về kinh đô. Nguyễn Hữu Chỉnh sai luận tội ông phải xử chém. Khi sắp đem chém, Lê Chiêu Thống cho rằng năm trước khi cung vua bị Nguyễn Mậu Nễ vây đánh, Hoàng Phùng Cơ đã có công đánh lui Mậu Nễ, vì vậy nên cho Phùng Cơ được xử bằng thuốc độc. Hoàng Phùng Cơ bèn uống thuốc độc tự vẫn.
Thi hài ông được đưa về Sơn Tây an táng, gia quyến không bị tội. Dân chúng trấn Sơn Tây vẫn kính trọng ông.
Không rõ năm đó Hoàng Phùng Cơ bao nhiêu tuổi. Tính từ khi ông theo quận He chống triều đình đến khi chết tại Thăng Long, Hoàng Phùng Cơ hoạt động trên 40 năm từ thời Cảnh Hưng đến thời Chiêu Thống.

## Gia quyến và thuộc hạ
Hoàng Phùng Cơ có sáu người con trai, bốn người chết trong trận chống quân Tây Sơn ở hồ Thủy Ái. Hai người con trai còn lại, một người là Hồ Phùng Vạn sau theo phò Chiêu Thống Đế, một người khác là Hoàng Phùng Gia sau theo Tây Sơn làm chức Đô đốc.
Người con rể của ông là Trương Đài sau khởi binh chống lại Gia Long Nguyễn Phúc Ánh, bị giết chết.
Thuộc tướng của ông là Nguyễn Bá Xuyến bị thương trong trận đánh với quân Lê Duật sau này theo hàng quân Nguyễn Phúc Ánh chống lại Tây Sơn. Sau này Nguyễn Bá Xuyến làm An phủ sứ phủ Hoài Đức, tức là phủ Phụng Thiên thời Hậu Lê.